# Boris Karloff

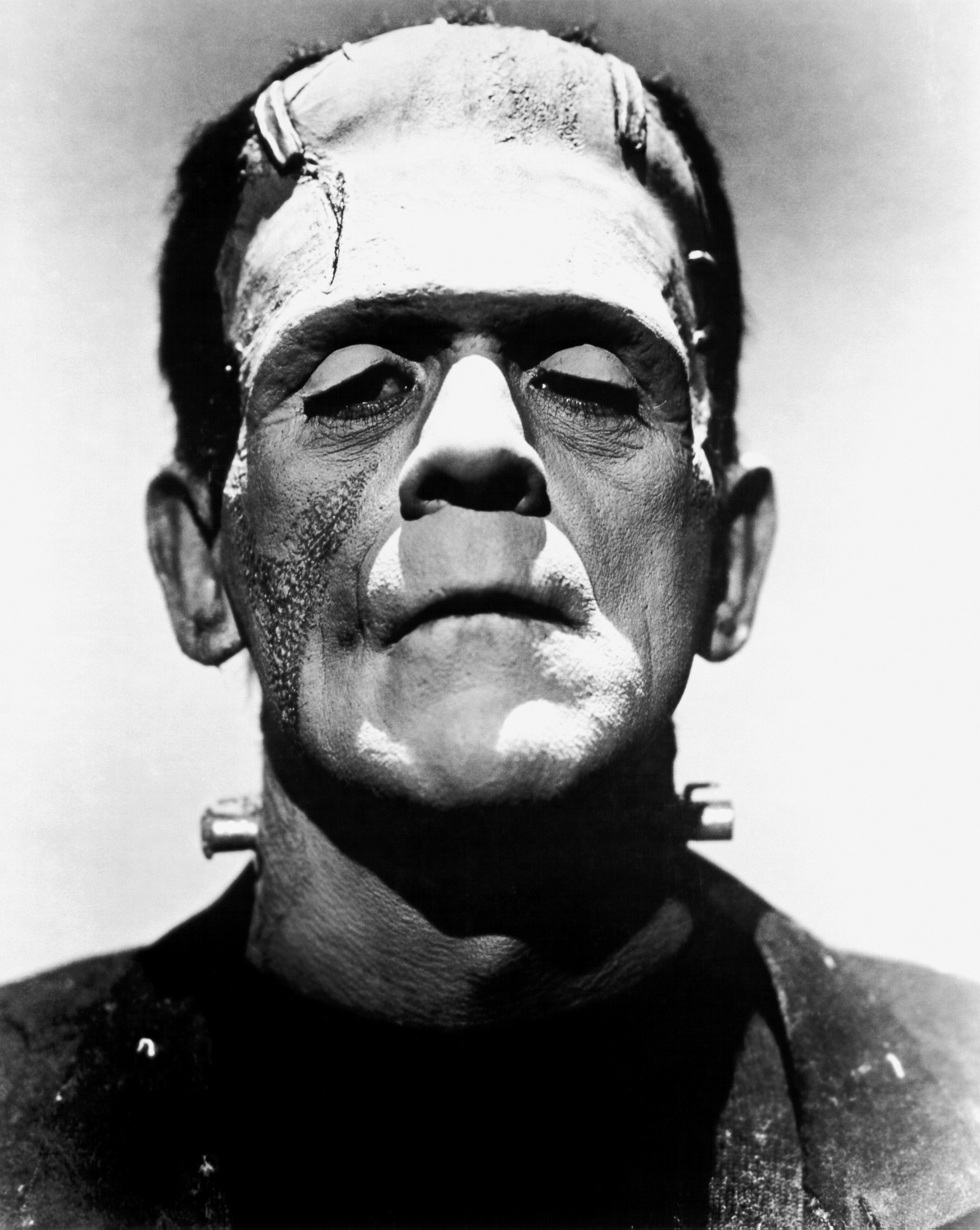
Karloff i sin mest kända roll, som Frankensteins monster.

Boris Karloff, ursprungligen William Henry Pratt, född 23 november 1887 i Camberwell i London, död 2 februari 1969 i Midhurst i West Sussex, var en brittisk skådespelare, främst känd för rollen som Frankensteins monster.

## Biografi
Boris Karloff föddes i Londonstadsdelen Camberwell och växte sedan upp i Enfield. Han studerade vid University of London och hans mål var då att bli diplomat, men han blev i stället skådespelare. 1908 reste han till Kanada och USA. Från början spelade han i flera stumfilmer, men det var i och med hans medverkan i filmen Frankenstein 1931 han slog igenom för den stora allmänheten. Efter detta spelade han i ett stort antal filmer, många av dem skräckfilmer. 
Han avvek från skräckfilmsgenren vid endast ett par tillfällen, bland annat i filmen Den osynliga fienden (The Lost Patrol) 1934 och ett par gånger för scenframträdanden, exempelvis som Kapten Krok i Peter Pan 1951 och i Peter Bogdanovichs Levande mål 1968, där han parodierade sin tidiga karriär. Han gjorde även berättarrösten i den tecknade kortfilmen När Grunken knyckte julen (How the Grinch Stole Christmas, 1966). Hans sista filmer var en rad mexikanska skräckfilmer. Karloffs scener i dessa spelades dock in i Hollywood. 
I en intervju med Boris Karloff av Gunnar Nilsson i Filmjournalen, nr 9 (sidan 14), i mars 1946, står följande:
| ” | Använder man ordet skräck i samband med Karloffs filmer blir han mycket upprörd och kastar sig med stor energi in i en diskussion om detta hans favoritämne. Han anser nämligen att det är ett stort misstag att kalla till exempel Frankensteins brud eller Djävulens avkomma för skräckfilmer. "Det är fel ord", förklarar han med stor bestämdhet. "Vad menas med skräck - är inte det en känsla som gör en sjuk, som framkallar äckel och avsmak"? "En film av det slaget syftar mera till att framkalla fasa, fruktan, skrämsel men inte skräck. Det ordet är för starkt och avgjort missvisande" | „ |

Boris Karloff medverkade i uruppsättningen av den amerikanska kriminalfarsen Arsenik och gamla spetsar på Broadway, med premiär den 10 januari 1941. Pjäsen spelades 1 444 gånger och Karloffs roll var den som de mordiska tanternas kriminelle bror Jonathan Brewster, som blir rasande då han ofta misstas för Karloff. Detta efter att han låtit en alkoholiserad medbrottsling Dr. Einstein (en karaktär som baserades på den verkliga gangstervärldens kirurg Joseph Moran) utföra plastikkirurgi på honom, för att dölja sin identitet, men som resulterat i att han liknar skådespelaren (dvs. han själv, ett självrefererande skämt och drift med den roll som han för evigt kom att förknippas med, Frankensteins monster). Då Frank Capra 1944 gjorde en filmatisering av pjäsen fick Raymond Massey spela Jonathan, då Karloff fortfarande spelade rollen på Broadway, Karloff repriserade dock sin roll i två olika amerikanska TV-versioner 1955 och 1962.
Karloff förklarade sitt exotiska utseende med att hans förfäder kom från Ryssland, men några av hans förfäder härstammade från Indien och Karloffs dotter Sara förnekar all kännedom om några ryska förfäder.
Karloff avled av långvarig lungsjukdom 1969 i sitt hem i Midhurst, West Sussex, och begravdes i Guildford i Surrey. 

## Filmografi i urval
- 1916 – The Dumb Girl of Portici
- 1919 – Han majestät Douglas I
- 1921 – The Hope Diamond Mystery
- 1929 – Djävulens avkomma
- 1931 – De dömdas lag
- 1931 – Frankenstein
- 1932 – Scarface
- 1932 – Mumien vaknar
- 1934 – Den osynliga fienden
- 1934 – Huset Rothschild
- 1934 – Den svarta katten
- 1935 – Frankensteins brud
- 1936 – Charlie Chan på Operan
- 1936 – Den levande döde
- 1939 – Frankensteins son
- 1939 – De obesegrade
- 1939 – Den blodiga borgen
- 1940 – Apmänniskan
- 1940 – British Intelligence
- 1945 – Gravplundraren
- 1946 – Bedlam
- 1947 – Här kommer en annan
- 1949 – Kusligt värre
- 1953 – Olycksfåglarna möter Dr Jekyll och Mr Hyde
- 1963 – Korpen
- 1963 – The Terror
- 1964 – Bikini Beach
- 1966 – Hur Grinchen stal julen (röst)
- 1968 – Levande mål

## Teater

### Roller
| År   | Roll    | Produktion            | Regi           | Teater                          |
| ---- | ------- | --------------------- | -------------- | ------------------------------- |
| 1955 | Cauchon | The Lark Jean Anouilh | Joseph Anthony | Longacre Theatre, New York, USA |